# 普利兹克建筑奖
普立茲克建築獎是全球最主要的建築獎項之一，有「建築界的諾貝爾獎」的美譽。本獎於1979年由傑·普立茲克和妻子辛蒂設立，由普利兹克家族資助，每年一度由凯悦基金會頒發，用以表彰「在世建築師，其建築作品展現了其天賦、遠見與奉獻等特質的交融，並透過建築藝術，立下對人道與建築環境延續且意義重大的貢獻」。
普立茲克獎的授獎「無關國籍、種族、宗教或思想」；受獎者可獲得獎金十萬美元、獎狀，以及自1987年起增頒的銅質獎章一枚。獎章背面的拉丁文銘刻——（中文：坚固、适用、美观）—源自古羅馬建築師維特魯威。1987年前，受獎者可獲得限量亨利·摩爾雕像與獎金。
自2009年起，執行董事瑪莎·索恩徵求往年得獎者、學者、評論家與其他「在建築領域具專業知識與興趣」人士的提名。領有執照的建築師亦可在每年11月1日之前提出個人申請，其中於1988年獲獎的戈登·邦沙夫特便因此得獎。評審委員會由五至九位「專家......公認在其建築、經濟、教育、出版與文化等個人領域具專業者」組成，負責商討、裁定並在隔年春季向公眾宣布獲獎人選。現任評審委員會主席為亞歷杭德羅·阿拉維納，此前的主席分別是J·卡特·布朗（1979–2002）、第四代羅特希爾德男爵（2003–2004）、帕倫博勳爵（2005–2015）、格倫·馬庫特（2016–2018）和史蒂芬·布雷耶（2019–2020）。

## 歷屆得主
首任得主菲力普·強生受表彰其「五十年來體現於無數博物館、劇院、圖書館、房屋、庭園及企業建築的創造力與熱情」。2004年獲獎者扎哈·哈迪德是第一位女性得主。西泽立卫是最年輕的得主，2010年獲獎時年僅四十四歲。有四對建築師拍擋獲獎，他們分別是雅克·赫爾佐格與皮埃爾·德梅隆（2001）、西泽立卫與妹島和世、伊冯娜·法雷尔與谢莉·麦克纳马拉（2020）、安妮·拉卡頓與讓-菲利佩·瓦薩爾（2021）。2017年的拉斐爾·阿蘭達、卡梅·皮格姆與拉蒙·維拉塔是目前僅有的建築師三人組得獎者。2015年得主德國建築師弗萊·奧托是目前唯一一位於公佈前逝世的得主，他在頒獎前一天逝世，終年89歲。另外，1988年是普立茲克建築獎目前僅有的平分獎項之年，由戈登·邦沙夫特和奧斯卡·尼邁耶分別獲得。
| 年份 | 得主                                                | 肖像 | 國籍              | 代表作（完成年分） | 代表作（完成年分）                               | 典禮地點                      | 參考          |
| ---- | --------------------------------------------------- | ---- | ----------------- | ------------------ | ------------------------------------------------ | ----------------------------- | ------------- |
| 1979 | 菲利普·约翰逊                                       |      | 美国              |                    | 玻璃屋 （1949）                                  | 敦巴頓橡樹園                  | [ 17 ]        |
| 1980 | 路易斯·巴拉甘                                       |      | 墨西哥            |                    | 衛星塔（1957）                                   | 敦巴頓橡樹園                  | [ 3 ]         |
| 1981 | 詹姆斯·斯特林                                       |      | 英国              |                    | 西利歷史圖書館 （1968）                          | 美國國家建築博物館            | [ 18 ]        |
| 1982 | 凱文·洛奇                                           |      | 美国              |                    | 哥伦布骑士会大厦（1969）                         | 芝加哥藝術學院                | [A]           |
| 1983 | 貝聿銘                                              |      | 美国              |                    | 美國國家藝廊東樓 （1978）                        | 大都會藝術博物館              | [B]           |
| 1984 | 理查德·迈耶                                         |      | 美国              |                    | 高等藝術博物館 （1983）                          | 美國國家藝廊                  | [ 2 ]         |
| 1985 | 汉斯·霍莱因                                         |      | 奥地利            |                    | 阿布泰貝格博物館（1982）                         | 亨廷頓圖書館                  | [ 2 ]         |
| 1986 | 哥特佛伊德·波姆                                     |      | 西德              |                    | 伊格萊西亞青年中心圖書館（1968）                 | 戈德史密斯大禮堂              | [ 2 ]         |
| 1987 | 丹下健三                                            |      | 日本              |                    | 东京圣玛丽亚大教堂 （1987）                      | 金貝爾美術館                  | [ 20 ]        |
| 1988 | 戈登·邦沙夫特                                       |      | 美国              |                    | 拜內克珍本及手稿圖書館 （1963）                  | 芝加哥藝術學院                | [ 2 ]         |
| 1988 | 奥斯卡·尼迈耶                                       |      | 巴西              |                    | 巴西利亞大教堂 （1958）                          | 芝加哥藝術學院                | [ 2 ]         |
| 1989 | 法蘭克·蓋瑞                                         |      | 加拿大 · 美国     |                    | 华特·迪士尼音乐厅 （1980）                       | 東大寺                        | [C]           |
| 1990 | 阿尔多·罗西                                         |      | 義大利            |                    | 邦納方騰博物館（1990）                           | 格拉西宮                      | [ 21 ]        |
| 1991 | 罗伯特·文丘里                                       |      | 美国              |                    | 英国国家美术馆塞恩斯伯里侧翼 （1991）            | 伊圖爾維德宮                  | [ 22 ]        |
| 1992 | 阿尔瓦罗·西扎                                       |      | 葡萄牙            |                    | 1998年世界博覽會葡萄牙館（1998）                 | 哈羅德·華盛頓圖書館           | [ 23 ]        |
| 1993 | 槙文彥                                              |      | 日本              |                    | 東京體育館 （1991）                              | 布拉格城堡                    | [ 20 ]        |
| 1994 | 克里斯蒂安·德·波宗巴克                              |      | 法國              |                    | 法國駐德國大使館（2003）                         | 哥倫布「The Commons」商業中心 | [ 24 ]        |
| 1995 | 安藤忠雄                                            |      | 日本              |                    | 茨木春日丘教會 （1989）                          | 凡爾賽宮                      | [ 25 ]        |
| 1996 | 拉斐尔·莫内欧                                       |      | 西班牙            |                    | 庫薩爾會議中心和禮堂（1999）                     | 蓋蒂中心                      | [ 19 ]        |
| 1997 | 斯维勒·费恩                                         |      | 挪威              |                    | 挪威冰川博物館 （1991）                          | 毕尔巴鄂古根海姆美术馆        | [ 26 ]        |
| 1998 | 倫佐·皮亞諾                                         |      | 義大利            |                    | 關西國際機場 （1994）                            | 白宮                          | [ 27 ]        |
| 1999 | 諾曼·福斯特                                         |      | 英国              |                    | 千禧橋 （2000）                                  | 柏林舊博物館                  | [ 19 ]        |
| 2000 | 雷姆·庫哈斯                                         |      | 荷蘭              |                    | 波多音樂廳 （2003）                              | 耶路撒冷考古公園              | [ 28 ]        |
| 2001 | 赫爾佐格和德梅隆                                    |      | 瑞士              |                    | 泰特現代藝術館 （2000）                          | 蒙蒂塞洛                      | [ 29 ]        |
| 2002 | 格伦·马库特                                         |      |                   |                    | 貝羅拉沃特斯餐廳（1983）                         | 卡比托利歐廣場                | [ 30 ]        |
| 2003 | 約恩·烏松                                           |      | 丹麦              |                    | 雪梨歌劇院 （1973）                              | 皇家聖費爾南多美術學院        | [ 31 ]        |
| 2004 | 扎哈·哈迪德                                         |      | 伊拉克 · 英国     |                    | 萨拉戈萨桥 （2008）                              | 埃爾米塔日博物館              | [D]           |
| 2005 | 湯姆·梅恩                                           |      | 美国              |                    | 舊金山聯邦大厦（2007）                           | 傑·普利茲克露天音樂廳         | [ 32 ]        |
| 2006 | 保罗·门德斯·达·罗查                                 |      | 巴西              |                    | 塞拉多拉达体育场 （1975）                        | 多爾瑪巴赫切宮                | [ 33 ]        |
| 2007 | 理察·羅傑斯                                         |      | 英国              |                    | 劳埃德大厦 （1986）                              | 白廳國宴廳                    | [E]           |
| 2008 | 讓·努維爾                                           |      | 法國              |                    | 阿格巴塔 （2005）                                | 美国国会图书馆                | [ 19 ]        |
| 2009 | 彼得·卒姆托                                         |      | 瑞士              |                    | 瓦尔斯温泉浴场 （1996）                          | 布宜諾斯艾利斯市議會廳        | [ 19 ]        |
| 2010 | 妹岛和世、西泽立卫 （SANAA）                        | –    | 日本              |                    | 金泽21世纪美术馆 （2003）                        | 埃利斯岛                      | [ 19 ]        |
| 2011 | 愛德華朵·索托·德·莫拉                               |      | 葡萄牙            |                    | 布拉加市政球場 （2004）                          | 安德鲁·梅隆礼堂               | [ 35 ]        |
| 2012 | 王澍                                                |      | 中國              |                    | 宁波博物馆 （2008）                              | 北京人民大会堂                | [ 36 ] [ 37 ] |
| 2013 | 伊東豊雄                                            |      | 日本              |                    | 仙台媒體中心 （2001）                            | 甘迺迪總統圖書館暨博物館      | [ 38 ]        |
| 2014 | 坂茂                                                |      | 日本              |                    | 鷹取Paper Dome紙教堂 （1995）                    | 阿姆斯特丹国家博物馆          | [ 39 ]        |
| 2015 | 弗萊·奧托 （追授）                                  |      | 德国              |                    | 慕尼黑奧林匹克體育場 （1972）                    | 邁阿密新世界中心              | [ 15 ]        |
| 2016 | 亞歷杭德罗·阿拉维纳                                 |      | 智利              |                    | 智利天主教大学「連體鐘樓」（2005）               | 联合国总部大楼                | [ 40 ]        |
| 2017 | 拉斐尔·阿兰达、卡梅·皮格姆、 拉蒙·维拉塔（RCR建筑） | –    | 西班牙            |                    | 巴塞罗那圣安东尼图书馆（2008）                   | 迎宾馆赤坂离宫                | [ 41 ]        |
| 2018 | 巴克里希纳·多西                                     |      | 印度              |                    | 印度管理研究所邦加羅爾分校 （1977–1992，分階段） | 多倫多阿迦汗博物館            | [ 42 ]        |
| 2019 | 矶崎新                                              |      | 日本              |                    | 水戶藝術館（1990）                               | 凡爾賽宮                      | [ 43 ]        |
| 2020 | 伊冯娜·法雷尔、谢莉·麦克纳马拉                      |      | 爱尔兰            |                    | 博科尼大学格拉夫顿楼（2007）                     | 線上[G]                       | [ 44 ]        |
| 2021 | 安妮·拉卡頓、讓-菲利佩·瓦薩爾                       |      | 法國              |                    | 南特國立高等建築學院（2009）                     | 線上[G]                       | [ 45 ]        |
| 2022 | 迪埃貝多·弗朗西斯·凱雷                              |      | 布吉納法索 · 德国 |                    | 馬里莫普提地球建築中心（2010）                   | 倫敦政治經濟學院馬歇爾樓      | [H]           |
| 2023 | 戴维·奇普菲尔德                                     |      | 英国              |                    | 柏林新博物馆（1997–2009）                        | 古雅典阿哥拉                  | [ 47 ]        |
| 2024 | 山本理顯                                            |      | 日本              |                    | 橫須賀美術館（2007）                             | 芝加哥藝術學院                | [I]           |
| 2025 | 刘家琨                                              |      | 中国              |                    | 西村·贝森大院（2015）                            | 阿布扎比卢浮宫                | [ 49 ]        |

## 爭議
2013年，哈佛大學設計研究生院的一個學生組織「在設計之中的女性」的代表向普立茲克獎官方遞交請願書，要求表彰1991年得主羅伯特·文丘里的妻子兼拍擋丹尼絲·斯科特·布朗，此外他們亦進一步推動建築界的性別歧視辯論。《紐約時報》的報導稱該請願書「再次點燃了醞釀已久的女性們是否仍然一貫否認她們的地位，與是否可以獲得建築界最負盛名的獎項，而該獎項又是否不該給2004年得主扎哈·哈迪德的問題」。雖然該請願書獲得了一些普立茲獎得主的支持，但普立茲獎的頒獎委員會卻稱無法重審查過去的評判們的決定，不過他們表示肯定斯科特·布朗和2012年得主王澍的妻子陸文宇的工作，認為她們不比她們的丈夫遜色。在官方回應後，斯科特·布朗透過CNN說：「作為一名女性，我覺得我被排除在建築界的精英之外」，除此之外，她也表示普立茲克獎只基於頒發給以合作為代價建出偉大建築的「單身男性天才」的謬論而頒發。

## 外部連結
- 官方网站 （簡體中文）